# Врецьона, Евгений Емельянович
Евгений Емельянович Врецьона (псевдонимы: «Волянский», «Беран», «Ганди», «Турчин»; укр. Євген Врецьона; 1 октября 1905, Винники, Королевство Галиции и Лодомерии — 4 февраля 1975, Базель, Швейцария) — украинский военный деятель, один из руководящих членов Украинской войсковой организации и Организации украинских националистов (с 1929), член УГОС.
Одна из самых ярких и скрытных фигур украинского националистического движения 1920—1970 годов. Сыграл определяющую роль в выработке внешнеполитических ориентаций, тенденций развития, тактики и стратегии украинского националистического движения под эгидой Украинской военной организации и Организации украинских националистов.

## Биография
Родился 1 октября 1905 года в Винниках, подо Львовом. Его отец, Емельян Врецьона, был унтер-офицером Австрийской армии, затем офицером Украинской Галицкой армии. Во время учёбы в гимназии Врецьона стал членом пласта (Курень «Лисови Чорты»), занимался организацией встреч пластунов Западной Украины. Согласно воспоминаниям Владимира Янева входил в самостоятельный кружок старших пластунов имени Боя под Крутами. В 1925 руководил съездом объединённых групп 1-го и 7-го пластовых юношеских куреней, где состоялась встреча пластунов Западной Украины. Он всегда проявлял инициативу и организовывал новые формы пластовой деятельности, как, например, пластовой кооператив в Винниках.
С конца 1920-х годов — активный участник украинского националистического движения на Галичине. Ещё будучи школьником был одним из основателей Украинской Спортивной организации «Днепр». С 1927 — друг и один из ближайших соратников Е. Коновальца. В начале 1930 стал руководителем военно-тренировочной школы Краевой экзекутивы ОУН во Львове. С тех пор неоднократно был арестован польской полицией. В частности, летом 1931 года вместе с другими членами ОУН оказался на скамье обвиняемых в процессе над М. Ласийчуком и В. Соляком, которых подозревали в организации взрыва консульства СССР во Львове. Предположительным мотивом служила месть за большевистские репрессии против украинской интеллигенции в Приднепровской Украине. Слушания продолжались во Львове с 18 июня по 3 июля 1941 года, и заключением суда присяжных Евгения Врецьону освободили за недостатком улик.
После суда и казни Василия Биласа и Дмитрия Данилишина польскими властями за нападение на почту в Городке, ОУН провела по этому делу собственное расследование с целью установления лиц, виновных за провал операции. По его итогам был оправдан фактический руководитель акции в Городке Николай Лебедь и отстранён от должности Краевого проводника ОУН Богдан Кордюк («Новый»). На импровизированном суде ОУН, который рассматривал это дело, Евгений Врецьона исполнял обязанности секретаря.
По специальности — инженер-химик. Приобрел специальность закончив в 1933 Высшую техническую школу в Праге.
Как сотрудник руководства (провода) ОУН принимал участие в Конференции руководства украинских националистов с представителями Краевой экзекутивы ОУН, состоявшейся в июне 1933 года в Берлине.
С июня 1934 редактировал спортивно-воспитательный еженедельник «Готовы», который издавался по инициативе ОУН. Был одним из авторов ежемесячника «Студенческий путь».
В июле 1934 — апреле 1936 — заключённый концлагеря Береза Картузская. После освобождения устроился на работу в созданном украинском банке под названием «Промбанк», впоследствии уехал в Прагу, где также вёл активную общественную и политическую деятельность.
Во второй половине 1930-х гг. устроил в Винниках нелегальную лабораторию по изготовлению взрывчатки для ОУН.
В 1938—1939 был одним из организаторов воинских частей (Карпатская Сечь) в Карпатской Украине. Вместе с бывшими членами Краевой Экзекутивы ОУН на Западноукраинских землях Иваном Габрусевичем («Джоном»), Михаилом Колодзинским («Гузаром»), Зеноном Коссаком («Тарнавским»), Романом Шухевичем («Щукой»), Алексеем Гасином («Лицаром») и другими входил в так называемую группу «крайовиков», которая считала, что в своей деятельности ОУН должен руководствоваться только украинскими интересами без оглядки на интересы других посторонних сил.
В 1938—1939 входил в состав Генерального штаба «Карпатской Сечи», возглавляемой полковником Михаилом Колодзинским, где руководил разведывательным отделом. Приказом Генерального штаба Карпатской Сечи от 6 февраля 1939 года Врецьоне было присвоено звание чотар (командир взвода). Впоследствии также был назначен на должность инспекционного старшины Хустского гарнизона Карпатской Сечи, в обязанности которого входило осуществление регулярных проверок и осмотров состояния гарнизона, контроль за проведением унтер-офицерских и инструкторских курсов женских отделов Карпатской Сечи в Хусте. В ночь с 13 на 14 марта 1939 года решался вопрос о вооружении частей Карпатской Сечи для противодействия венгерским войскам, которые начали наступление на территорию края. Евгений Врецьона вместе с чотаром Л. Криськом («Крисом») передал коменданту Хустского коша Карпатской Сечи приказ отправить Первую булавну сотню к дому администрации Карпатской Украины для получения оружия со склада чехословацкой жандармерии. Участвовал в боях с венгерскими частями. Потерпев поражение, попал в плен после проигранного боя под Буштином. После освобождения жил в Праге, Вене, с конца 1939 — в Кракове.
После раскола ОУН в феврале 1940 стал членом ОУН (б).
После начала Великой Отечественной войны, в Кракове вошёл в референтуру Службы безопасности ОУН(б), руководителем которой был Василий Турковский - «Павло». Был одним из организаторов Украинского национального комитета в Кракове в 1941.
В июне 1941 года Врецьона в составе походной группы ОУН (б) вместе с Ярославом Стецько и Василием Куком переходит линию границы и 30 июня 1941 добирается до Львова. До этого 14 июня 1941 г. вместе с другими украинскими политическими и общественными деятелями подписал воззвание к украинскому народу с призывом к объединению всех патриотических сил для восстановления Украинского государства.
2 июля 1941 года вступил в Украинскую народную милицию (УНМ) и возглавлял городскую команду УНМ до момента её роспуска 11-12 (по другим данным 15) августа 1941. Участник расправы над польскими учëными. Важную роль Евгения Врецьоны в создании украинской милиции Львова летом 1941 вместе с Иваном Равликом отмечал и участник тех событий Василий Кук. Ярослав Стецько также упоминал, что Врецьона прибрал пост «президента полиции» от Ивана Равлика.
После августа 1941 некоторое время был заместителем шефа службы безопасности ОУН (СБ ОУН). В конце 1942 стал одним из активных организаторов Украинской повстанческой армии. В 1943 вместе с Н. Лебедем вёл переговоры между УПА и польской АК во Львове. В декабре 1943 года был в составе украинской делегации на переговорах в Будапеште о нейтралитете и сотрудничестве между венгерскими войсками и УПА. Эта договорённость продолжалась до марта 1945 года, то есть до падения Будапешта.
С 3 июля 1944 (по другим данным, 11-15 июля) — член Украинского главного освободительного совета (УГОС). На проходившем недалеко от сёл Недельная и Спрыня Самборского района Учредительном собрании УГОС сам Врецьона участия не принимал. В 1945 году был отправлен в Италию с целью установления контактов с англо-американскими союзниками. При переходе границы был задержан швейцарскими властями, что помешало осуществлению возложенной на него миссии.
Был участником Заграничного Представительства УГВР, а в 1948—1950 гг. исполнял обязанности президента, вместо М. Лебедя. 
С 1945 — в эмиграции, сотрудничал с ЦРУ, занимался журналистикой, был корреспондентом журналов «Современная Украина» и «Современность».
Умер 4 февраля 1975 года в Базеле. Похоронен там же.

## Память
- В Винниках именем Е. Врецьоны названа одна из улиц.
- Брат Евгения — Владимир был членом ОУН и основателем Украинского Врачебного Общества в США и Украинского Института Америки.

## Издания
- Євген Врецьона. Фраґменти з життя та боротьби / сост. О. Панченко. — «Гадяч», 2006. — 323 с. — ISBN 966-8285-46-8.
- Євген Врецьона. Мої зустрічі з Полковником // Євген Коновалець та його доба. — Мюнхен, 1974.